# Верин (Белгородская область)
Верин — хутор в Прохоровском районе Белгородской области. Входит в состав Плотавского сельского поселения.

## География
Находится в северной части Белгородской области, в лесостепной зоне, в пределах юго-западного склона Среднерусской возвышенности, на расстоянии примерно 10 километров (по прямой) к юго-востоку от Прохоровки, административного центра района. Абсолютная высота — 178 метров над уровнем моря.

## История
Жители хутора Верин являются переселенцами из села Косьминка. Согласно работам краеведа белгородской области А.Г. Бобова:  «Наряду с Поповыми, с 1840-х годов появляются в Косьминке (Выродовке) помещики Киреевские: капитан Дмитрий Николаевич и его жена Вера Львовна. Каким образом они стали владельцами в слободе, пока не установлено. В 1849 году Вера Львовна перевела из деревни Кутузовки (современную её дислокацию установить не удалось) Старооскольского уезда 83 души мужского пола с семействами в деревню Выродовку, из которой вскоре были населены хутора Верин и Львов. Первый получил название от имени помещицы Веры Львовны, а второй – от имени ее сына, титулярного советника (на 1875 г.) Льва Дмитриевича Киреевского».
С приходом коллективизации все близлежащие хутора объединились в колхоз «Красная звезда», который имел неплохую материальную базу:  сеялки, веялки, амбары под хлеб.
В 1948 году была запущена в эксплуатацию свиноферма.

### Климат
Климат характеризуется как умеренно континентальный, с относительно мягкой зимой и тёплым продолжительным летом. Среднегодовая температура воздуха — 5,4 °C. Средняя температура воздуха самого холодного месяца (января) — −9,2 °C; самого тёплого месяца (июля) — 16,4 — 24,3 °C. Безморозный период длится в среднем 155—160 дней. Годовое количество атмосферных осадков — 527—595 мм, из которых большая часть выпадает в тёплый период.

### Часовой пояс
Хутор Верин как и вся Белгородская область, находится в часовой зоне МСК (московское время). Смещение применяемого времени относительно UTC составляет +3:00.

## Население
| 2002 | 2010 |
| ---- | ---- |
| 16   | ↘15  |

### Половой состав
По данным Всероссийской переписи населения 2010 года в гендерной структуре населения мужчины составляли 46,7 %, женщины — соответственно 53,3 %.

### Национальный состав
Согласно результатам переписи 2002 года, в национальной структуре населения русские составляли 61 %, украинцы — 28 %.